# Вилла-Сан-Джованни-ин-Туша
Вилла-Сан-Джованни-ин-Туша (итал. Villa San Giovanni in Tuscia) — коммуна в Италии, располагается в регионе Лацио, в провинции Витербо.
Население составляет 1307 человек (2008 г.), плотность населения составляет 249 чел./км². Занимает площадь 5 км². Почтовый индекс — 1010. Телефонный код — 0761.
Покровителем коммуны почитается святой Иоанн Креститель, празднование в третье воcкресенье августа.

## Демография
Динамика населения:

## Администрация коммуны
- Официальный сайт: https://web.archive.org/web/20010723152036/http://www.comunevsgtuscia.it/